# Planetární inteligence
Planetární inteligence nebo planetární andělé jsou v západním esoterismu a obřadní magii skupinou sedmi duchovních bytostí, které vládnou sedmi klasickým planetám – Slunci, Měsíci, Merkuru, Venuši, Marsu, Jupiteru a Saturnu. Výraz inteligence v tomto kontextu označuje duchovní bytost vyššího řádu reprezentující soubor idejí nebo stavů vědomí.
V Liber de essentia spirituum, anonymním díle z 12. století, založeném na arabském originálu, se pojednává o komplexní hierarchii duchovních bytostí, z nichž ty nejvíce postavené podléhají pouze Bohu a jsou člověkem neovlivnitelné. Existují však také níže postavené bytosti, například ty, které vládnou planetám, a jejich podřízení, které lze ovlivnit skrze zaklínání a prosby. Tito planetární vládci pak byli v grimoáru Liber Juratus výslovně označeni za anděly. V Příručce astrální magie obsažené v takzvaném Mnichovském manuálu démonické magie z 15. století je sedmi planetám přiřazeno sedm andělů, kterým jsou pak podřízeni další duchové. Jména andělů jsou následující: Rafael, Gabriel, Michael, Anael, Satquiel, Samael a Casziel/Captiel/Caffiel. Představa duchů vládnoucích planetám se ve středověku ale objevovala v dílech, jejichž pravověrnost byla nezpochybnitelná a nijak nesouvisela s magií, příkladem je Cosmographia Bernarda Silvestris z 12. století nebo Dantova Božská komedie ze 14. století.
Planetární inteligence se objevují u Johanna Trithemia, jehož třetí svazek díla Steganographia se tvrdí že je lze ovládnout skrze modlitby a zaklínání ve správnou, astrologicky určenou, hodinu. V díle De septem secundeis uvádí, že planetární inteligence jsou „druhotnými příčinami“ a každý z nich vládne sedmině platónského měsíce, každý tedy 354 letům a čtyřem měsícům, a to v následujícím pořadí:
- Saturn – Orifiel
- Venuše – Anael
- Jupiter – Zachaiel
- Merkur – Rafael
- Mars – Samael
- Měsíc – Gabriel
- Slunce – Michael

Skrze charakter, který dávali andělé jednotlivým věkům, mělo být podle Trithemia předpovídat budoucnost. Ideu planetárních andělů vládnoucích věkům později převzal zakladatel antroposofie Rudolf Steiner.
Moderní esoterik John Michael Greer uvádí následující planetární inteligence:
- Saturn – Agiel
- Jupiter – Jofiel
- Mars – Grafiel
- Slunce – Nachiel
- Venuše – Hagiel
- Merkur – Tiriel
- Měsíc  – Malka be-Taršišim ve-ad Ruachoth Šechalim